# تشيستر غان
تشيستر غان (بالإنجليزية: Chester Gan) مواليد 04 يوليو 1908 في سان فرانسيسكو - الوفاة 29 يونيو 1959 في سان فرانسيسكو، هو ممثل أمريكي بدأ مسيرته الفنية سنة 1932. امتدت مسيرته الفنية لأكثر من 27 عاما. من أعماله فيلم الأرض الطيبة في سنة 1937.

## روابط خارجية
- تشيستر غان على موقع IMDb (الإنجليزية)
- تشيستر غان على موقع روتن توميتوز (الإنجليزية)
- تشيستر غان على موقع تيرنر كلاسيك موفيز (الإنجليزية)
- تشيستر غان على موقع قاعدة بيانات الفيلم (الإنجليزية)